# Abe no Munetō

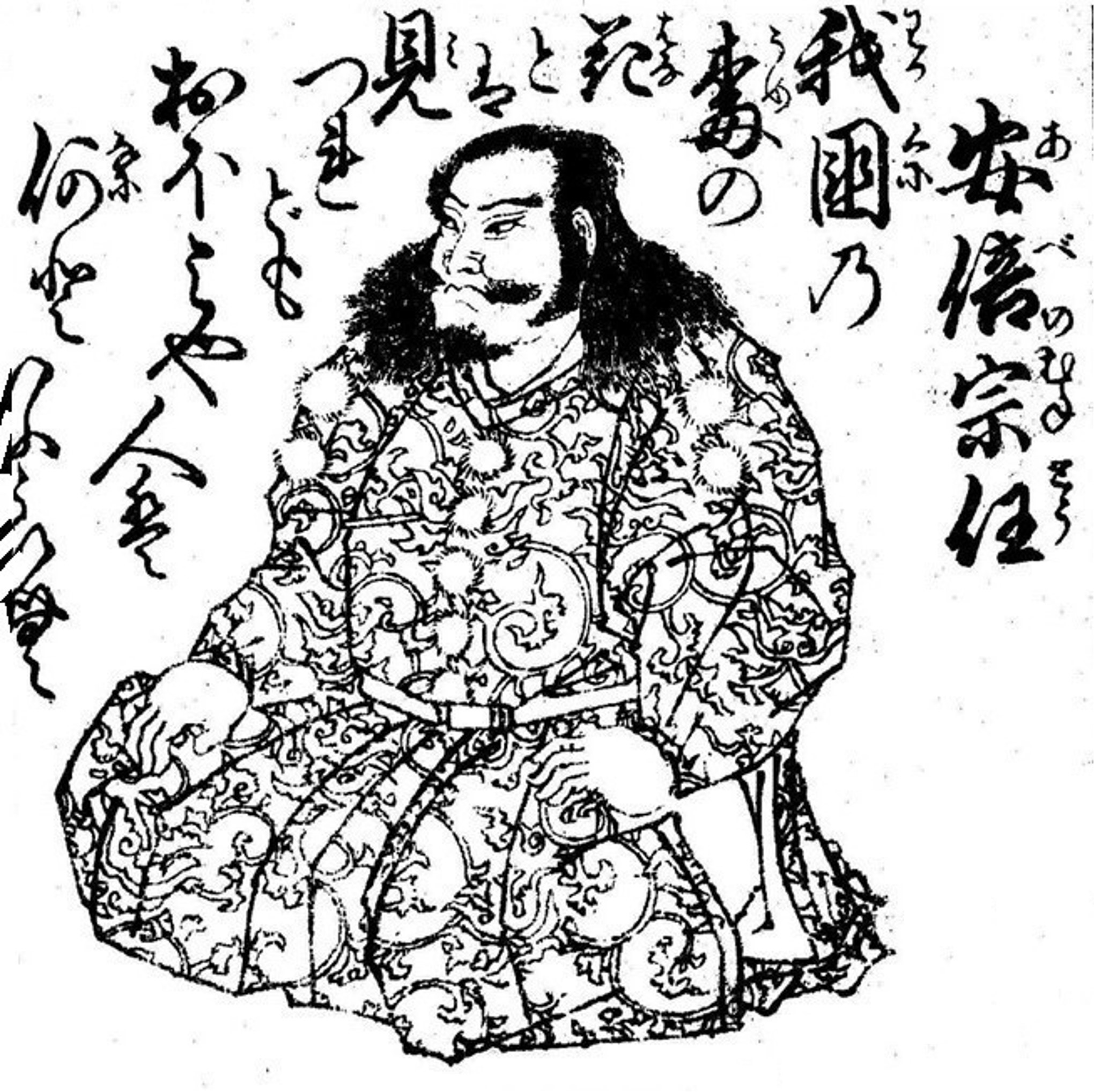
Abe no Munetō

Abe no Munetō (japanisch 安部 宗任; geboren 1032 in der Provinz Mutsu; gestorben 18. März 1108 auf Kyūshū) war ein japanischer Feldherr in der Heian-Zeit.

## Leben und Wirken
Abe no Munetō stammte aus einem mächtigen Klan in der Provinz Mutsu. Er war Sohn von Abe no Yoritoki (?–1057) und jüngerer Bruder von Abe no Sadatō (1019–1062). Er wurde auch Toriumi (鳥海) oder Saburō (三郎) genannt. Während des „Früheren Neun-Jahre-Krieges“ (前九年の役, Zen kunen no eki), 1051 bis 1062, als es zum Kampf mit Mutsu no kami (陸奥守) Minamoto no Yoriyoshi (源 頼義, 988–1075) kam, kämpfte er zusammen mit Bruder Sadatō und besiegte er die Truppen des kaiserlichen Hofes im Jahr 1057.
Im Jahr 1062 kämpften Abe und sein Onkel, der Mönch Ryōteru (良照), in der Burg Komatsu (小松柵) gegen Minamoto no Yoriyoshi, Kiyohara Takenori (清原 武則, Lebensdaten unbekannt) und andere und wurden besiegt. Dann gab er seine Basis, die Burg Chōkaizaku (鳥海柵) im mittleren Teil der Provinz Mutsu kampflos auf und zog zu seinem älteren Bruder Sadatō. Am 17. September desselben Jahres wurde er beim Einsturz der Burg Kurigawa (厨川柵) verletzt, verließ die Burg und floh. Doch einige Tage später ergab er sich zusammen mit neun anderen Mitgliedern seiner Familie.
1064 wurde er von Minamoto no Yoriyoshi nach Tokio gebracht und dann in die Provinz Iyo verbannt. Später wurde er nach Dazaifu in der Provinz Chikuzen auf Kyūshū verbannt.
Die Tochter Abes wurde später die Frau von Fujiwara Motohira (藤原基衡; 1105–1157), Fürst in der zweiten Generation des Ōshū-Fujiwara-Klans (奥州藤原氏), und baute den Tempel Kanjizaiō-in (観自在王院) in Hiraizumi.